# 波爾克鎮區 (阿肯色州牛頓縣)
波爾克鎮區（英語：Jackson Township）是位於美國阿肯色州牛頓縣的一個行政鎮區。

## 地方資料
波爾克鎮區的面積為125.22平方千米，當中陸地面積為125.09平方千米，而水域面積為0.13平方千米。根據2010年美國人口普查的數據，當地共有人口224人，而人口密度為每平方千米1.79人。